# ナターシャ・レオナルディ・コルテシ
ナターシャ・レオナルディ・コルテシ（Natascia Leonardi Cortesi、1971年5月1日 - ）はスイス、ティチーノ州Faido出身のクロスカントリースキー選手。

## プロフィール
1991年12月12日にクロスカントリースキー・ワールドカップデビュー、5km49位となった。このシーズンアルベールビルオリンピック代表に選ばれ、15km25位、4×5kmリレー9位、30km31位となった。
以後計4度の冬季オリンピックに出場、2002年ソルトレイクシティオリンピックではアンドレア・フーバー、ローレンス・ローシャ、ブリギット・アルブレヒト＝ロレタンと組んだ4×5kmリレーで銅メダルを獲得した。
また、スキー登山の2006年世界選手権・垂直レースで優勝している。
マラソンカップではエンガディンスキーマラソンでの3勝を含む通算4勝をあげた。